# Markus Strassmann
Markus Strassmann (3. května 1831, Tlumačov – 23. září 1903, Moravská Ostrava) byl podnikatel, majitel pivovaru v Moravské Ostravě, radní města Moravské Ostravy a nositel titulu císařského rady. Jeho manželkou byla Theresa Rösi Rössl Irena rozená Katscher (24. květen 1837, Branky – 17. říjen 1907, Moravská Ostrava).

## Život

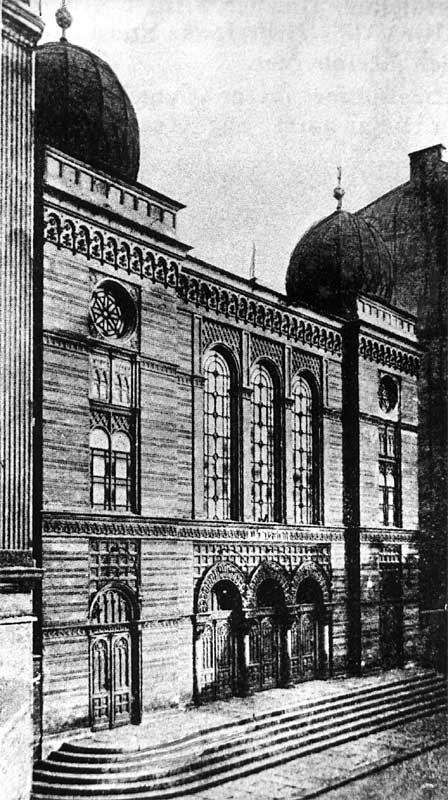
Hlavní ostravská synagoga v roce 1879

Před rokem 1857 bydlel a podnikal v Lipníku nad Bečvou. V roce 1857 získal do nájmu malý ruční pivovar v Moravské Ostravě, který se nacházel na Černé louce. Z doby pivovaru se dochovala pouze jediná budova: „Vila Tereza", postavená v roce 1896 ostravským architektem Felixem Neumannem. Od roku 1945 na adrese Střelniční ulice 16/78 (GPS: 49.834481, 18.295515).
V roce 1875 se stal prvním předsedou založené Židovské náboženské obce v Moravské Ostravě, která byla založena 7. března. Ve funkci předsedy byl v letech 1875–1903. Zasloužil se o založení židovského hřbitova a výstavbu hlavní ostravské synagogy. V roce 1892 byl zakládajícím členem spolku Deutsches Haus, který se zasadil o stavbu Německého domu v Moravské Ostravě.
V manželství s Theresou Rösi Rössl Irenou Katscher se narodilo 14 dětí, 11 se dožilo dospělosti. Všechny se narodily v Moravské Ostravě:
- Mathilda (* 1861), provdaná za Maxe Grosse (narozen 1831/1891)[17]
- Paula (* 23. prosinec 1862) provdaná za Jakoba Munka k.k. Kommerzialrat (1858–1921)[pozn. 1][18]
- Camilla (20. srpen 1863 – 2. srpen 1942, Koncentrační tábor Terezín), provdaná za Maxe Hüttnera (1856–1912)[9][19][20]
- Flora (25. březen 1865 – 28. listopad 1942, Koncentrační tábor Terezín, ve věku 77 let), provdaná za MUDr. Heinricha Kleina (1858–1940)[9][21][22]
- Adolf (29. listopad 1867 – 29. prosinec 1939, Moravská Ostrava, ve věku 72 let), manžel Josefiny rozené Glassner (1875–1917)[23]
- Ida (30. říjen 1870 – 22. říjen 1942, Vyhlazovací tábor Treblinka, Polsko, ve věku 71 let), provdaná za Ludwiga Weisse, znám jako Weisz (1867–1929)[24][25]
- Olga (29. leden 1873 – 22. říjen 1942, Vyhlazovací tábor Treblinka, Polsko, ve věku 69 let), provdaná za Hermanna Fuchse (1864–1942)[26][27]
- Ernst (22. listopad 1874 – 7. srpen 1939, Moravská Ostrava, ve věku 64 let)[28]
- Richard (27. červenec 1882 – 17. leden 1925, ve věku 42 let), manžel Gertrudy rozené Klein (1882–1925)[29]
- Marta (narozena mezi 1842/1898), manželka Arthura Kohna[30]
- Amalie (narozena mezi 1842/1898 – 23. leden 1933, Vídeň, Rakousko), manželka Ignaze Morawetze k.k. OberLandesgerichtsrat (žil mezi 1803/1923)[pozn. 1][31]

Markus Strassmann zemřel 23. září 1903 v Moravské Ostravě. V ten den se uzavřely všechny kavárny a hostince. Pohřebního průvodu se účastnily tisíce lidí, v čele šli radní města. Na jeho práci navázali dva z jeho synů: Adolf a Ernest. Na jeho počest byla pojmenována ulice. Zasedání obecního zastupitelstva Moravské Ostravy (č. 4653, a č. 4714) odsouhlasilo přejmenování ulice Gabelsbergergasse na Straßmanngasse. Toto ustanovení vešlo v platnost dne 23. června 1911. Ulice vedla od Nádražní třídy směrem k řece Ostravici.
Jméno Markuse Strassmanna bylo zmíněno v knize Bezejmenní od Milana Krčmáře. Tato kniha byla psána v žánru literární fikce.